# Andreas Hofmann (Rennfahrer)
Andreas „Andy“ Hofmann (* 5. Dezember 1955 in Biel) ist ein ehemaliger Schweizer Motorradrennfahrer.

## Leben und Wirken
Hofmann wurde 1985 auf einer vom Kölner Rolf Jung vorbereiteten Kawasaki GPZ 1000 RX der erste Deutsche Meister in der Superbike-Klasse. 1989 und 1990 gewann er auf einer Honda RC30 des Eckert-Teams Superbike-Titel Nummer zwei und drei. Bis heute ist er der einzige Schweizer, der dreimal Deutscher Motorradmeister wurde. 1992 und 1993 startete Hofmann für Kawasaki in der damaligen Pro-Superbike-Serie und wurde jeweils knapp Vizemeister hinter seinem Landsmann Edwin Weibel (Ducati).
Andreas Hofmann nahm zwischen 1987 und 1989 an der Formula TT teil. 1987 und 1988 wurde er beim Lauf im Rahmen der Dutch TT im niederländischen Assen auf Honda hinter Roger Burnett bzw. Carl Fogarty jeweils Zweiter.
Mit mäßigerem Erfolg beteiligte sich Hofmann an der Superbike-Weltmeisterschaft, in der er 1990 auf Honda auf dem Hockenheimring  den fünften Platz erreichte und die Saison im Gesamtklassement mit dem 23. Platz beendete. Im folgenden Jahr fuhr er keine Punkte ein. 1992 und 1993 – diesmal wieder auf Kawasaki – erreichte Hofmann in der Superbike-WM den 19. Platz in der Gesamtwertung. Sein größter internationaler Erfolg war der Sieg im Macau Grand Prix 1997.
Schon vor dem Ende seiner aktiven Laufbahn als Rennfahrer 2003 gründete er in seiner Heimat ein Unternehmen für Personaldienstleistung (Seeland Job AG). Hofmann – von den Fans Andy genannt – trug bei Rennen stets einen schwarzen Helm mit weißen Punkten, was sein Markenzeichen wurde. Gelegentlich nimmt Hofmann noch als Gast an Veteranenrennen teil.

## Statistik
- 1985 – Deutscher Superbike-Meister auf Kawasaki
- 1989 – Deutscher Superbike-Meister auf Honda
- 1990 – Deutscher Superbike-Meister auf Honda
- 1997 – Sieger des Macau Grand Prix auf Kawasaki